# Onitis corydon
Onitis corydon är en skalbaggsart som beskrevs av Jean Baptiste Boisduval 1835. Onitis corydon ingår i släktet Onitis och familjen bladhorningar. Inga underarter finns listade i Catalogue of Life.